# Pinski Rajon
Pinski Rajon (vitryska: Пінскі Раён, ryska: Пинский район) är ett distrikt i Belarus.   Det ligger i voblasten Brests voblast, i den sydvästra delen av landet, 210 km söder om huvudstaden Minsk.